# Hallaca

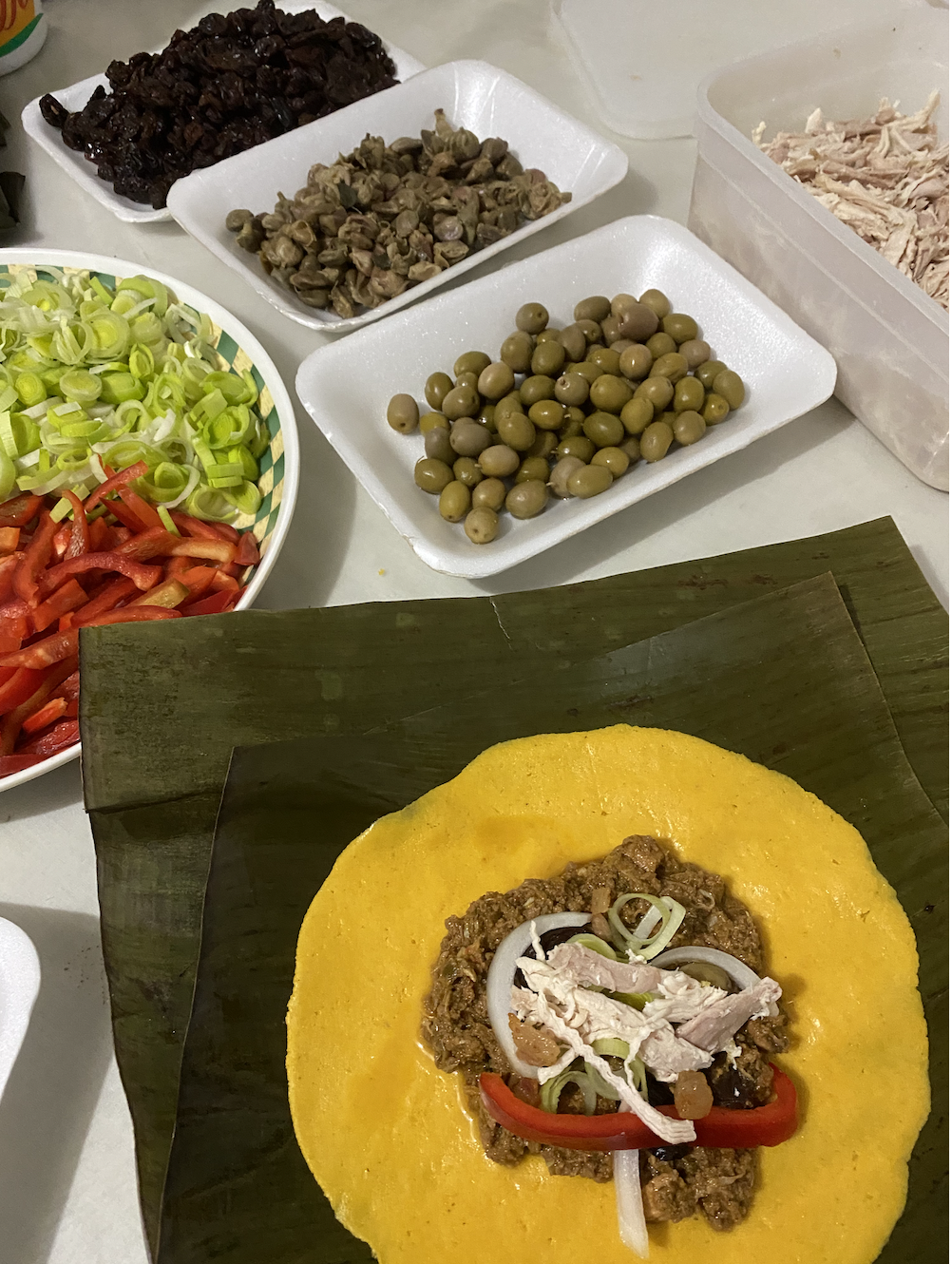
Procés d'elaboració de la hallaca

La hallaca és un tamal tradicional de Veneçuela. Consisteix en una pasta de farina de blat de moro assaonada amb brou de gallina o de pollastre i pigmentada amb onoto o arxiota, farcida amb cuinat de carn de cap de bestiar, porc i gallina o pollastre. Algunes versions de les hallacas, tradicionalment en zones costaneres, porten una presa sencera.
Porten també olives, panses, tàperes, patata, pastanaga, pebre roig i ceba, i són embolicades de forma rectangular en fulles de plàtan, per a finalment ser lligades amb pabilo o pita i bullides en aigua. És un dels plats nacionals de Veneçuela, malgrat que és típic de la temporada nadalenca, es pot servir en qualsevol moment de l'any.
La hallaca també és preparada amb farina de blat de moro processada de manera industrial. Anteriorment, es preparava de pasta casolana, pelant el blat de moro, és a dir, sense concha ni pela, i mòlta en un molí de taula. El tipus de pasta pot variar segons la regió, essent en regions més rurals usada la manera tradicional amb blat de moro picat o mòlt. Els ingredients de la hallaca varien d'acord amb les regions del país com els Andes, Centre, Orient i Occident.

## Origen
La hallaca va néixer en les comunitats marginades durant l'època colonial de Veneçuela. Els esclaus negres i indígenes preparaven el plat amb les sobres de menjar que deixaven els seus amos, i es preparava més que tot en els camps de recol·lecció de cacau, blat de moro i plàtan. Després del festí dels amos blancs, els esclaus negres i els indígenes es reunien al voltant de fogueres, ajuntaven les sobres de menjar, feien un menjar cuinat i l'embolicaven en fulles de plàtan fumades, essent això un símbol d'unió en comú entre les races que perdura avui dia i es manifesta en les famílies veneçolanes en èpoques nadalenques com una tradició.
La hallaca continua de ser fonamentalment la mateixa d'ençà mitjan segle xviii, almenys en la seva versió de Caracas.
"Les hallacas nadalenques són el símbol central de les festes de desembre dels veneçolans; una representació col·lectiva que agrupa les famílies veneçolanes en un esdeveniment familiar que se situa fora de l'espai-temps de la vida quotidiana. Les hallacas nadalenques constitueixen per als veneçolans una representació simbòlica que els caracteritza, cohesiona i identifica culturalment; la qual cosa es manifesta per mitjà d'un ritu de comensalitat". (Gómez, Jorge Enrique. 2018:1)

### Etimologia

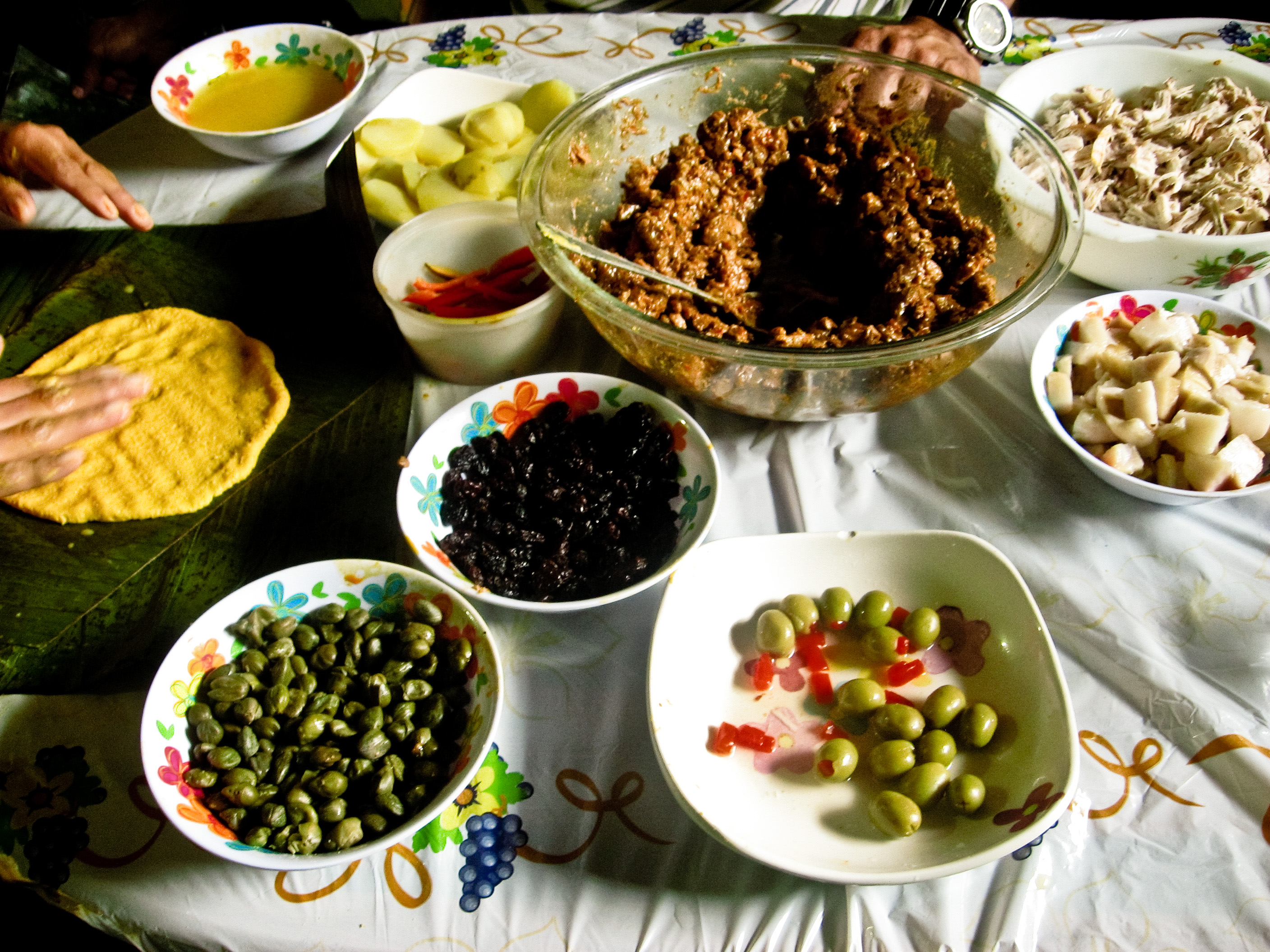
Ingredients per a la preparació de hallacas, un plat clàssicament vinculat amb l'època de Nadal.

En el llibre Lexicón o Vocabulari de la llengua general espanyola del Perú, escrit per fra Domingo de Sant Tomàs i publicat a Valladolid en 1560, s'exposa la paraula hallaca com d'origen quítxua i definida com un pollastre tendre «d'aviram, generalment, abans que tingui ploma». En vista de la trajectòria de la paraula, no sembla versemblant que sigui la precursora de l'actual paraula, evidenciat a més per les anotacions de Marcos Augusto Morínigo en el seu Diccionari d'americanismes (1985), que relaciona el mot hallaca amb el terme 'ayacá' de les llengües tupí-guaraní, que significa embolcall, farcell i últimament cistella en l'idioma guaraní sud-occidental.
La denominació hayaca o hallaca també s'usa en ciutats colombianes com Barranquilla i Cúcuta, així com en els Plans Orientals (Arauca, Casanare i Meta), i a l'Equador per a designar un plat similar.
Quan els ingredients del farciment són barrejats amb la pasta els donen el nom de bollos de hallaca o encara bollos navideños o simplement bollos).
En algunes regions de Veneçuela se'n diu també tungas, principalment en zones andines.